# Slivisjka
Slivisjka (bulgariska: Сливишка) är ett vattendrag i Bulgarien.   Det ligger i regionen Sofijska oblast, i den västra delen av landet, 21 km nordväst om huvudstaden Sofia.
Trakten runt Slivisjka består till största delen av jordbruksmark. Runt Slivisjka är det tätbefolkat, med 849 invånare per kvadratkilometer.